# Zhang Zongchang
Dans ce nom chinois, le nom de famille, Zhang, précède le nom personnel.
Pour les articles homonymes, voir Zhang.
Zhang Zongchang  (張宗昌) (13 février 1881 – 3 septembre 1932), était un seigneur de la guerre chinois dans la province du Shandong au début du XXe siècle. 

## Biographie
Né pauvre dans le district de Yi dans la province du Shandong, il rejoignit un groupe de bandits en 1911 et gagna rapidement des galons lorsque la bande se mit au service d’un seigneur de la guerre dans la province du Jiangsu. 
En avril 1925, ayant conquis Shanghai et Nankin pour Zhang Zuolin durant la seconde guerre Jiangsu-Zhejiang, il fut nommé gouverneur militaire du Shandong, province sur laquelle il régna en tant que seigneur de la guerre jusqu’en mai 1928. Il eut rapidement la réputation d’être le seigneur de la guerre le plus brutal et sans pitié. 
Zhang Zongchang fut un des généraux les plus habiles. En 1928 son armée fut vaincue par le Guomindang. Zhang fut épargné et autorisé à quitter le pays. En 1932, il fut assassiné par le fils d’une de ses nombreuses victimes.